# Jelski's tapuittiran
Jelski's tapuittiran (Silvicultrix jelskii; synoniem: Ochthoeca jelskii) is een zangvogel uit de familie Tyrannidae (tirannen). Deze vogel is genoemd naar zijn ontdekker, de Russische ornitholoog Konstanty Jelski (1837-1896).

## Verspreiding en leefgebied
Deze soort komt voor in zuidwestelijk Ecuador en noordwestelijk Peru.

## Status
De grootte van de populatie is niet gekwantificeerd maar de soort wordt omschreven als schaars. Op de Rode lijst van de IUCN heeft deze soort de status niet bedreigd.